# 科雷奇夫卡
51°24′49″N 31°18′15″E / 51.41361°N 31.30417°E

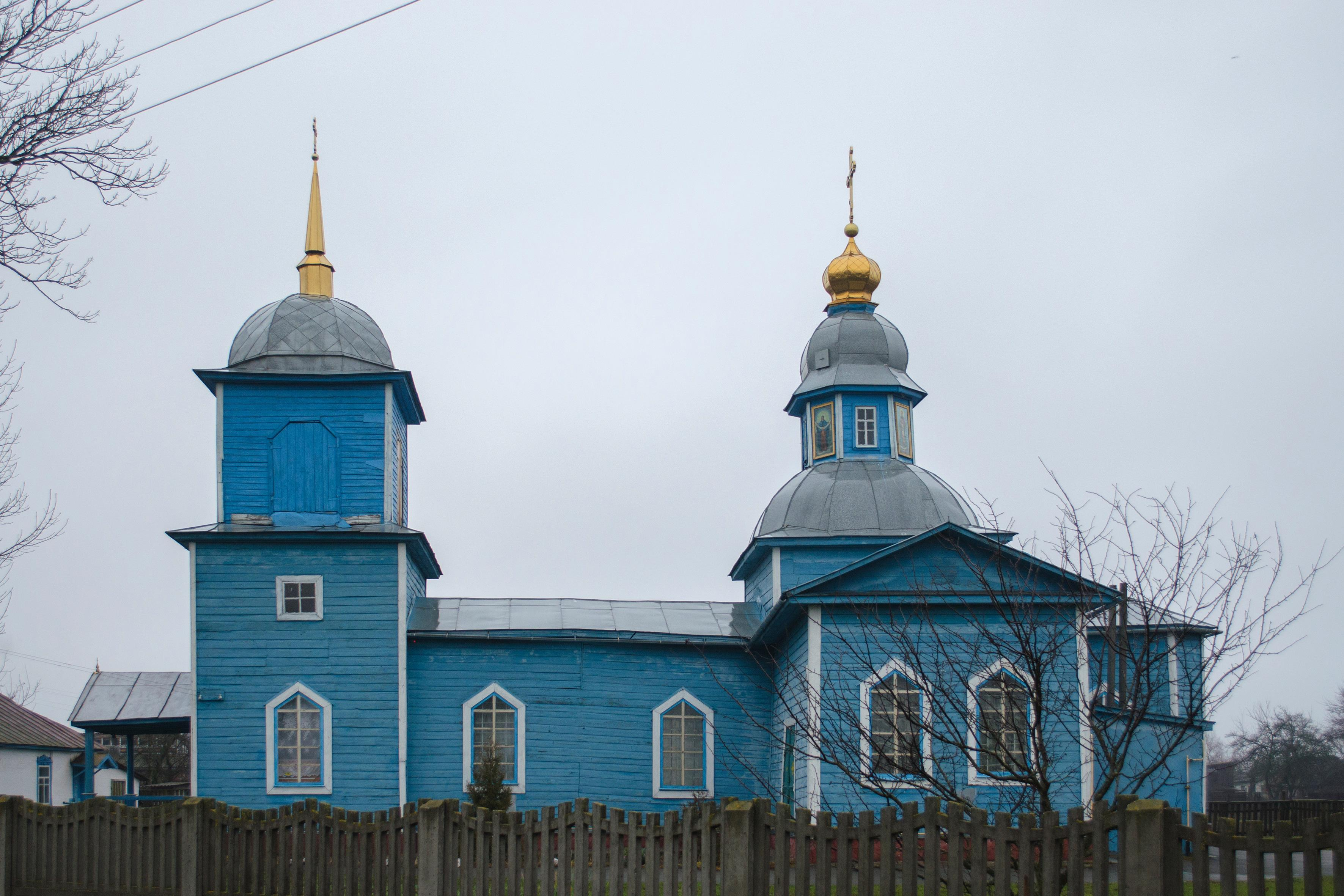
教堂

科雷奇夫卡（烏克蘭語：Количівка），是烏克蘭北部切爾尼希夫州切爾尼希夫區伊萬尼夫卡市鎮的村落。始建於1672年，面積1.89平方公里，海拔高度111米，2024年人口1,288，人口密度每平方公里778.4人。